# Rebecca Rigg
Pour les articles homonymes, voir Rigg.
Rebecca Rigg, née le 31 décembre 1967 à Sydney, est une actrice australienne.

## Vie privée
Elle a été mariée avec l'acteur australien Simon Baker, de qui elle divorce en 2021, et avec qui elle a trois enfants : Stella (née en 1993), Claude (né en 1998) et Harry (né en 2001).

## Filmographie

### Cinéma
- 1985 : L'école de tous les dangers
- 1989 : Flynn (en)
- 1992 : Spotswood
- 1996 : Jerry Maguire
- 2005 : Ellie Parker
- 2010 : Fair Game

### Télévision

#### Séries télévisées
- 1977 : The Restless Years de Reg Watson : Sandra Harper
- 1982-1984 : À cœur ouvert de James Davern : Gabe / Kerry Jamieson
- 1987 : The Flying Doctors de Kendal Flanagan : Trisha Farley
- 1987 : Willing and Abel de Lynn Bayonas : Angela Reddy
- 1988 : Emma: Queen of the South Seas de John Banas : Phebe Coe Parkinson
- 1990 : Family and Friends: Pasquelina
- 1992-1993 : E Street de Forrest Redlich : Amy Preston
- 1995 : Blue Heelers de Hal McElroy et Tony Morphett : Kate Kenny
- 1996 : Naked: Stories of Men de Mike Leigh : Olivia
- 1997 : The Guardian de Rob Cohen : Tess
- 1997 : The Sentinel de Danny Bilson et Paul De Meo (en) : Margaret
- 1997-1998 : Michael Hayes de Nicholas Pileggi et John Romano : Lindsay Straus
- 1998-1999 : L.A. Docs de Dave Alan Johnson et Gary R. Johnson : Kelly Newman
- 2009 : The Mentalist : Felicia Scott

#### Téléfilms
- 1985 : L'École de tous les dangers d'Arch Nicholson : Narelle
- 1990 : Come in Spinner de Robert Marchand : Shirley Noonan
- 1993 : Joh's Jury de Ken Cameron : Madonna
- 1993 : Sauvetage en plein vol de Roger Young : Ellen